# Gloria Teresa Mercader De Villegas
Gloria Teresa Mercader (Venezuela, 12 de noviembre de 1928 - 21 de octubre de 2021), fue una médica neuróloga, especializada en microscopía electrónica de transmisión de alta resolución, e investigadora venezolana. Fue miembro fundador del Instituto Venezolano de Investigaciones Científicas, IVIC. Gloria Mercader también formó parte de la Academia de Ciencias de América Latina y de la Academia de Ciencias para el Mundo en Desarrollo.

## Biografía
Gloria Teresa Mercader Guedez se graduó como médica cirujana en la Escuela de Medicina de la Universidad Central de Venezuela en 1955. Después se traslada a Estados Unidos para realizar estudios de posgrado en el Children’s Medical Center de la Universidad de Harvard, Boston, bajo la tutoría de la Dra. Berry Geren Uzman.
Al regresar a Venezuela, en 1958, hace una pasantía como investigadora del Laboratorio de Investigaciones Médicas de la Fundación Luis Roche. Luego se une como Investigadora Asociada, del Instituto Venezolano de Neurología e Investigaciones Cerebrales (IVNIC), institución que sería la semilla que daría paso al IVIC a partir de 1959. Ya siendo parte del Instituto Venezolano de Investigaciones Científicas, funda el Laboratorio de Ultraestructura del Departamento de Biofísica.
Además, en el IVIC realiza sus estudios de doctorado, Obteniendo el título de Phylosofical Scientarium en 1973. En 1984 era Investigadora Titular del mismo instituto, y luego se traslada al Instituto de Estudios Avanzados, IDEA, donde organiza el laboratorio de Bioestructuras. 
Entre sus más de 80 trabajos de investigación publicados en revistas arbitradas se incluyen estudios acerca de la retina de los invertebrados, regeneración nerviosa y vías de difusión de los nervios.
Gloria Mercader participó en más de 140 reuniones científicas en su país y en el exterior y formó a numerosos científicos venezolanos. Fue Investigadora Titular Emérita del IDEA. Formó parte del grupo fundador de la Asociación Provive, en Venezuela. 
Su esposo fue Raimundo Villegas con quien tuvo dos hijas: Gloria Villegas Mercader y Eleonora Villegas-Reimers.

## Premios y honores
- Presidente Honoraria del XI Congreso Venezolano de Microscopía Electrónica.
- Homenaje por su destacada labor como investigadora, XV Congreso Venezolano de Microscopía. Julio de 2012.
- Investigadora Titular Emérita del IDEA.

## Asociaciones Científicas y Profesionales
- Miembro Honorario de la Sociedad Venezolana de Microscopía y Microanálisis.
- Miembro de la Academia de Ciencias de la América Latina.
- Miembro de la Academia de Ciencias para el mundo en Desarrollo.